# 高知学園短期大学
高知学園短期大学（こうちがくえんたんきだいがく、英語: Kochi Gakuen College）は、高知県高知市に本部を置く日本の私立短期大学である。

## 概観

### 大学全体
- 高知県高知市に所在する日本の私立短期大学で、設置主体は学校法人高知学園[1]。
- 1967年に開学[2]。当初は1学科[注 1]だったが、順次学科の増減を経て、現在は3学科体制となっている。

### 建学の精神
- 「世界の平和と友愛」

### 教育および研究
- 幼児保育学科：保育者を育てる学科
- 医療衛生学科：歯科衛生士を育てる。
- 看護学科：看護師を養成する。

「日本の伝統美学」と称した科目では、茶道や書道が取り入れられている。
「生涯スポーツ実技」と称した科目では、ゴルフが取り入れられている。

### 学風および特色
- 高知学園短期大学は2006年、財団法人短期大学基準協会の第三者評価で「適格」と認定されている。
- 県内唯一の私立短大となっている。
- かつては、一部の学科を除き女子学生を対象としていたが、現在は全学科とも男女共学となっている。
- かつて、女子学生の上履きは白のナースサンダルとなっていたが、現在は自由となっている。
- よさこい祭へ参加している。

## 沿革
- 1899年
  - 江陽学舎が創設される[4]。
- 1903年
  - 江陽学舎を江陽学校と改称。
- 1906年
  - 中新町から北新町へ移転[5]。
- 1916年
  - 江陽学校に簡易商業科を併設。
- 1918年
  - 江陽学校の簡易商業科を廃止し、商業補習学校を設立。年内に乙種商業学校と認定される。
- 1919年
  - 商業補習学校を廃止し、城東商業学校（乙種3年制）設立
- 1921年
  - 財団法人城東商業学校設立
- 1926年
  - 城東商業学校が甲種（5年制）に昇格
- 1929年
  - 江陽学校を廃止。
- 1951年
  - 財団法人城東高等学校を学校法人城東高等学校に変更。
- 1952年
  - 学校法人城東高等学校を学校法人城東学園に組織変更。
- 1956年
  - 学校法人城東学園を学校法人高知学園に組織変更。
- 1967年
  - 1月23日 左記を以て文部省[注 2]より短期大学の設置が認可される[注 3]。
  - 4月1日 高知学園短期大学が以下の学科体制にて開学[注 4]。
    - 食物栄養科 入学定員200名[注 5]

  - 5月1日 学生数[10]/定員
    - 食物栄養科 266[注釈 2]/200
- 1968年
  - 4月1日 以下の学科を増設する[注 6]。
    - 衛生技術科 入学定員40名[注 7]

  - 5月1日 学生数[14]/定員
    - 食物栄養科 443[注釈 2]/400
    - 衛生技術科 113[注 8]/40
- 1969年
  - 4月1日 以下の学科を増設する[注 9]。
    - 幼児教育科 入学定員50名
- 1970年
  - 4月1日
    - 以下の学科を増設する[注 10]
      - 保健科 入学定員50名[注 11]

    - この年度の入学生より、衛生技術科の修業年限を2年制から3年制に変更される[注 12]

  - 5月1日 学生数[25]/定員
    - 食物栄養科 241[注釈 2]/400
    - 衛生技術科 217[注 13]/80
    - 幼児教育科 181[注釈 2]/100
    - 保健科 79[注釈 2]/50
- 1971年
  - 5月1日 学生数[26]/定員
    - 食物栄養科 252[注釈 2]/400
    - 衛生技術科 178[注釈 3]/80
    - 幼児教育科 150[注釈 2]/100
    - 保健科 141[注釈 2]/100
- 1973年
  - 4月1日 食物栄養科の入学定員を200→100に減員[注 14]。
  - 5月1日 学生数[31]/定員
    - 食物栄養科 232[注釈 2]/300
    - 衛生技術科 133[注釈 3]/120
    - 幼児教育科 175[注釈 2]/100
    - 保健科 147[注釈 2]/100
- 1975年
  - 5月1日 学生数[32]/定員
    - 食物栄養科 255[注釈 2]/200
    - 衛生技術科 151[注 15]/120
    - 幼児教育科 179[注釈 2]/100
    - 保健科 161[注釈 2]/100
- 1978年
  - 12月19日 専攻科の設置が認められ、以下の課程を置く[33]。
    - 幼児教育専攻 入学定員10名
- 1985年
  - 5月1日 学生数[34]/定員
    - 食物栄養科 249[注釈 2]/200
    - 衛生技術科 173[注 16]/120
    - 幼児教育科 179[注釈 2]/100
    - 保健科 157[注釈 2]/100
- 1986年
  - 5月1日 学生数[35]/定員
    - 食物栄養科 248[注釈 2]/200
    - 衛生技術科 172[注 17]/120
    - 幼児教育科 178[注釈 2]/100
    - 保健科 160[注釈 2]/100
- 1987年
  - 5月1日 学生数[36]/定員
    - 食物栄養科 257[注釈 2]/200
    - 衛生技術科 166[注 18]/120
    - 幼児教育科 166[注釈 2]/100
    - 保健科 143[注釈 2]/100
- 1988年
  - 4月1日 保健科の入学定員を50→70に増員し、かつ以下の専攻課程に分離する[注 19]。
    - 歯科衛生専攻 入学定員50名
    - 保健専攻 入学定員20名

  - 5月1日 学生数[45]/定員
    - 食物栄養科 256[注釈 2]/200
    - 衛生技術科 167[注 20]/120
    - 幼児教育科 148[注釈 2]/100
    - 保健科 143[注釈 2]/120
- 1992年
  - 5月1日 学生数[注 21]/定員
    - 食物栄養科 233[注釈 2]/200
    - 衛生技術科 170[注 22]/120
    - 幼児教育科 156[注釈 2]/100
    - 保健科 201[注釈 2]/140
- 1993年
  - 5月1日 学生数[48]/定員
    - 食物栄養科 236[注釈 4]/200
    - 衛生技術科 175[注 23]/120
    - 幼児教育科 161[注 24]/100
    - 保健科 217[注釈 4]/140
- 1995年
  - 高知幼稚園を高知学園短期大学附属高知幼稚園と改称。
- 1999年
  - 5月1日 学生数[49]/定員
    - 食物栄養科 228[注 25]/200
    - 衛生技術科 173[注 26]/120
    - 幼児教育科 145[注釈 2]/100
    - 保健科 187[注釈 2]/140
- 2001年
  - 4月1日 専攻科に以下の課程を増設する[注 27]。
    - 応用生命科学専攻 入学定員10名
- 2004年
  - 4月1日 以下の学科については、この年度で学生募集を最終とする[注 28]。
    - 保健科保健専攻[注 29]
- 2005年
  - 4月1日 以下、学科名の改称あり[注 30]。
    - 食物栄養科→生活科学学科
    - 幼児教育科→幼児保育学科[注 31]
- 2006年
  - 4月1日 以下、学科の改組あり[注 32]。
    - 衛生技術科→医療衛生学科医療衛生専攻 入学定員40名[注釈 5]
    - 保健科歯科衛生専攻→〃歯科衛生専攻 入学定員50[注 33]→40名[注釈 5]
- 2008年
  - 4月1日
    - 以下の学科を増設する[注 34]。
      - 看護学科 入学定員60名

    - 上記に伴う入学定員変更あり。
      - 生活科学学科 100→80
      - 幼児保育学科 70→80
      - 医療衛生学科歯科衛生専攻 50→40
- 2011年
  - 4月1日 専攻科に以下の課程を増設する[注 35]。
    - 地域看護学専攻 入学定員20名
- 2019年
  - 4月1日 以下の学科については、この年度で学生募集を最終とする[注 36]。
    - 生活科学学科[注釈 6]
    - 医療衛生学科医療検査専攻[注釈 6]
- 2020年
  - 4月1日 この年度の入学生より医療衛生学科歯科衛生専攻を以下の学科に改組される[注 37]。
    - 歯科衛生学科

## 基礎データ

### 所在地
- 高知県高知市旭天神町

### アクセス
- JR土讃線旭駅下車。

### 象徴
- 高知学園短期大学の教育シンボルマークは「世界の鐘」となっている[注 38]。

## 教育および研究

### 学科
- 幼児保育学科 入学定員80名[1]
- 歯科衛生学科 入学定員40名[1]
- 看護学科 入学定員60名[1]

#### 旧学科
- 保健科
  - 保健専攻 入学定員20名[注 39]
  - 歯科衛生専攻→歯科衛生学科
- 衛生技術科→医療検査学科臨床検査専攻 入学定員40名[注釈 7]
- 食物栄養科→生活科学学科 入学定員80名[注釈 7]

### 専攻科
- 地域看護学専攻 入学定員20名[1]

#### かつて存在した課程
- 幼児教育専攻 入学定員10名[注 40]
- 応用生命科学専攻 入学定員10名[注 41]

#### 当初の学科構想
- 食物栄養科 入学定員100名[3]
- 家政服飾科 入学定員100名[3]

### 取得資格
資格
- 栄養士：生活科学学科
- 保育士：幼児保育学科

受験資格
- 臨床検査技師：医療衛生学科医療検査専攻
- 歯科衛生士：医療衛生学科歯科衛生専攻

教職課程
- 幼稚園教諭二種免許状：幼児保育学科
- 栄養教諭二種免許状：生活科学学科
- 養護教諭二種免許状：看護学科にて設置されることになっている[注 42]
- 過去には中学校教諭二種免許状が設置されていた。
  - 家庭：生活科学学科の前身である食物栄養科に設置されていた[注 43]
  - 保健：生活科学学科の前身である食物栄養科および過去にあった保健科保健専攻にて設置されていた[72]。
- 高知学園短期大学図書館：所蔵数はおよそ65,000冊となっている。

### 研究
- 『高知学園短期大学紀要』[75]

### 附属学校
- 高知学園短期大学附属高知幼稚園
- 高知学園短期大学附属認可保育所

### 教育
- 現代的教育ニーズ取組支援プログラム
  - 「実践教育と地域高齢者の食支援活動：地域高齢者の食支援と健康教育の実践」において選定されている。

## 学生生活

### 部活動・クラブ活動・サークル活動
- 高知学園短期大学のクラブ活動
  - 体育系：弓道・柔道・卓球・テニス・なぎなた・バスケットボール・バドミントン・バレーボール・フットサル・陸上競技ほか
  - 文化系：華道・ギター・茶道・写真ほか

### 学園祭
- 高知学園短期大学の学園祭は「天神祭」と呼ばれ、2008年度は10月25日・26日に行われた。クイズスタンプラリー、ミスター・ミスコンテストなどが催された。

## 大学関係者と組織

### 組織
- 高知学園短期大学には同窓会組織があり、会誌『花たちばな』が発行されている。

## 施設

### キャンパス
- 1号館
- 2号館
- 3号館
- 4号館
- 5号館
- 6号館
- 体育館
- クラブ棟
- 学生食堂

- 正門にはアーチ、中庭には「乙女の像」[76]、渡り廊下には銀杏並木がある。
- 学内には幼児教育科（現・幼児保育学科）の学生により造られた「モザイク壁画」なるものが30点あまり展示されている。

### 寮
- 「白菊寮」と呼ばれる学生寮がある。

## 対外関係

### 他大学との協定
- 放送大学[77]

### 系列校
- 高知学園大学
- 高知リハビリテーション専門職大学
- 高知中学校・高等学校
- 高知リハビリテーション学院

## 卒業後の進路

### 編入学・進学
- 食物栄養科&生活科学学科：徳島文理大学・高知工科大学ほか
- 幼児保育学科：吉備国際大学ほか
- 衛生技術科：北海道大学・岡山大学・徳島大学・杏林大学・麻布大学・高知学園短期大学専攻科ほか
- 専攻科 応用生命化学専攻：高知大学および徳島大学の各大学院への進学実績がある。